# 2e étape du Tour de France Femmes 2025
Pour un article plus général, voir Tour de France Femmes 2025.
La 2e étape du Tour de France Femmes 2025 se déroule le dimanche 27 juillet 2025 entre Brest et Quimper, sur une distance de 110,4 kilomètres.

## Parcours
La deuxième étape relie Brest à Quimper sur une distance de 110,4 kilomètres, à travers un parcours technique et exigeant tracé dans le Finistère. Les coureuses évolueront sur des routes sinueuses, ponctuées de montées et de descentes, avec peu de répit. Le parcours se corse notamment à l’approche de la côte du Chemin de Trohéir, située au kilomètre 79, où un mauvais placement pourrait coûter cher. Le circuit final de 33 kilomètres autour de Quimper offre un terrain propice aux offensives, avec des sections étroites et piégeuses. L’arrivée est jugée au sommet de la côte de Stang Bihan, une montée irrégulière d’un kilomètre à 4,8 %, qui pourrait départager les meilleures puncheuses et sprinteuses puissantes, dans un sprint en petit comité.

## Déroulement de la course
Au début de cette deuxième étape, Aude Biannic et Franziska Koch s’échappent et passent en tête du sprint intermédiaire. Durant l’ascension du Menez Quelerc'h, les deux échappées sont reprises sous l’impulsion de Silke Smulders qui passe en tête au sommet devant Élise Chabbey. Smulders et Chabbey continuent leur effort et prennent une vingtaine de secondes d’avance sur le peloton ; elles sont rapidement rejointes par Maud Rijnbeek pour former un groupe de trois coureuses. L’échappée qui compte dorénavant 46 secondes d’avance se dispute les points au sommet de la côte de Locronan, le maillot à pois passe en tête et consolide son avance. Cependant, l’accélération dans la bosse de l’échappée est fatale à Rijnbeek qui est distancée. Alors que la Néerlandaise est intercalée, Maëva Squiban sort du peloton et rejoint Rijnbeek pour relancer la poursuite. Pourtant, lorsque Squiban rentre sur le duo de tête, le peloton lancé à vive allure ne se situe plus qu’à 10 secondes du groupe d’échappées.

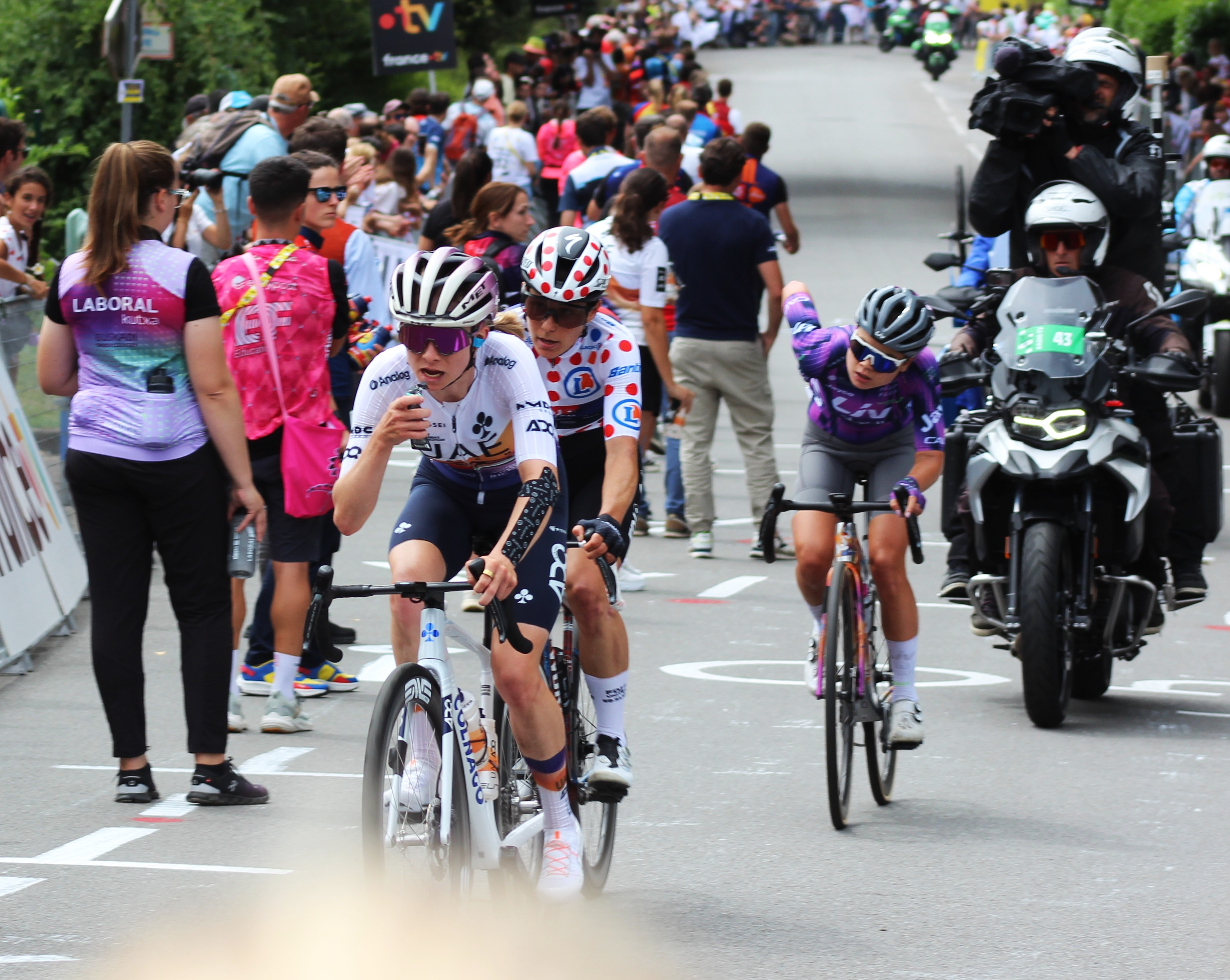
L'échappée dans la première montée de Stang-Bihan

Dans la côte du chemin de Trohéir, Squiban impose un gros rythme qui permet aux attaquantes de porter leur avance à 35 s à la bascule. Bien que Smulders ne relaie pas pendant plusieurs kilomètres, le trio maintient son avance jusqu’à l’accélération de Franziska Koch dans le peloton qui diminue drastiquement l’avance des échappées. À Quimper, lors du sprint bonus, Chabbey et Squiban distancent Smulders tandis que le peloton voit l’attaque de Katarzyna Niewiadoma, suivie par Pauline Ferrand-Prévot. Les deux coureuses sont reprises quelques minutes plus tard, sous l’arche des vingt derniers kilomètres. Tandis que l’avance des échappées n’est que d’une quinzaine de secondes, Riejanne Markus place une attaque et fait la jonction avec la tête. Dans le peloton, l’équipe Visma-Lease a Bike roule pour revenir sur l’échappée mais cette dernière se relaie toujours si bien que l’écart est toujours d’une quinzaine de secondes à 15 kilomètres de l’arrivée. Finalement, l’effort est trop dur et les quatre femmes de l’avant sont reprises à 12,3 kilomètres de la fin de l’étape. Quelques minutes plus tard, Mavi García, doyenne de ce Tour de France, sort du peloton. À 5 kilomètres de l’arrivée, tandis que García est toujours en tête et qu’Elisa Longo Borghini est distancée, les favorites accélèrent à la bascule et entament la descente vers l’arrivée avec un petit groupe d’une trentaine d’unités. Sous la flamme rouge, García dispose toujours de 12 s d’avance et parvient à maintenir son avance pour s’imposer devant les favorites.

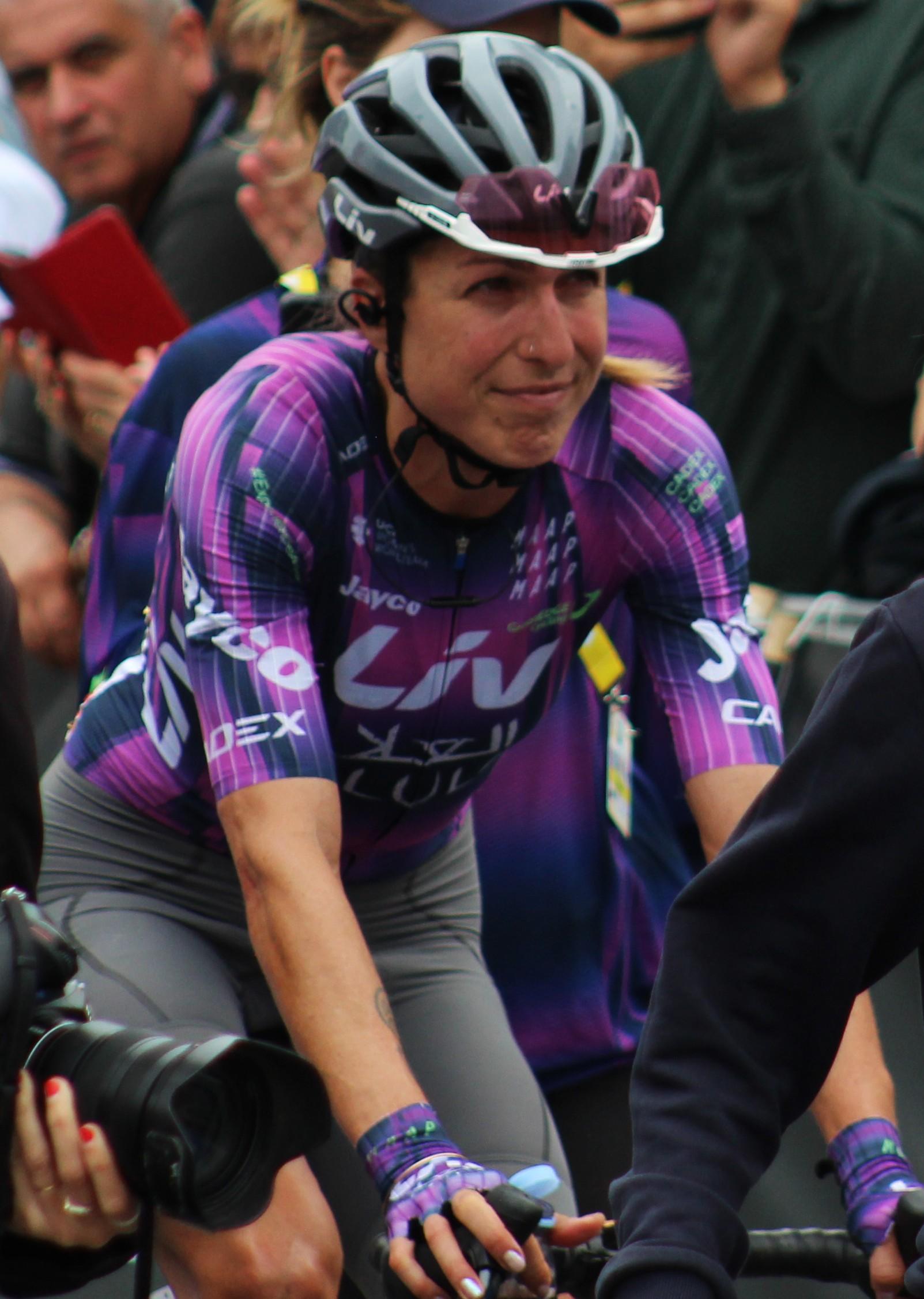
Mavi García, vainqueure du jour
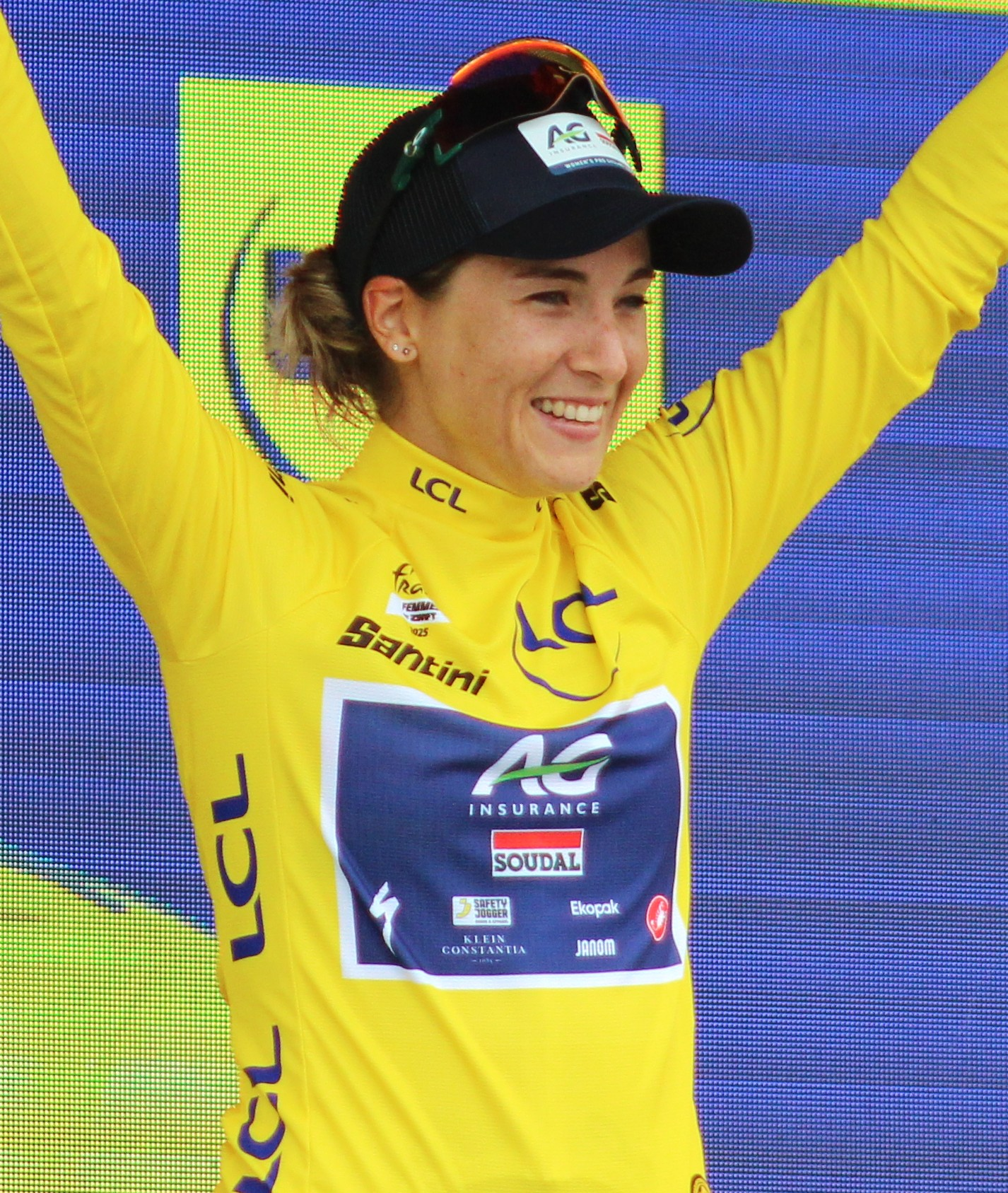
Kim Le Court, leader du classement général

Kim Le Court-Pienaar devient la première coureuse africaine porteuse du maillot jaune sur le Tour de France Femmes.

## Résultats
Cette section présente les résultats et prix obtenus au cours de l'étape.

### Classement de l'étape
| Classement de la 2e étape | Classement de la 2e étape    | Classement de la 2e étape | Classement de la 2e étape | Classement de la 2e étape |
|                           | Coureur                      | Pays                      | Équipe                    | Temps                     |
| ------------------------- | ---------------------------- | ------------------------- | ------------------------- | ------------------------- |
| 1er                       | Mavi García                  | Espagne                   | Liv AlUla Jayco           | en 2 h 44 min 29 s        |
| 2e                        | Lorena Wiebes                | Pays-Bas                  | SD Worx-Protime           | + 3 s                     |
| 3e                        | Kim Le Court Pienaar         | Maurice                   | AG Insurance-Soudal       | + 3 s                     |
| 4e                        | Liane Lippert                | Allemagne                 | Movistar                  | + 3 s                     |
| 5e                        | Marianne Vos                 | Pays-Bas                  | Visma-Lease a Bike        | + 3 s                     |
| 6e                        | Katarzyna Niewiadoma-Phinney | Pologne                   | Canyon-SRAM zondacrypto   | + 3 s                     |
| 7e                        | Demi Vollering               | Pays-Bas                  | FDJ-Suez                  | + 3 s                     |
| 8e                        | Pauline Ferrand-Prévot       | France                    | Visma-Lease a Bike        | + 3 s                     |
| 9e                        | Puck Pieterse                | Pays-Bas                  | Fenix-Deceuninck          | + 3 s                     |
| 10e                       | Anna van der Breggen         | Pays-Bas                  | SD Worx-Protime           | + 3 s                     |
| modifier                  |                              |                           |                           |                           |

### Bonifications en temps
|   | Coureur        | Pays     | Équipe          | Secondes |
| - | -------------- | -------- | --------------- | -------- |
| 1 | Élise Chabbey  | Suisse   | FDJ-Suez        | 6 s      |
| 2 | Maëva Squiban  | France   | UAE ADQ         | 4 s      |
| 3 | Silke Smulders | Pays-Bas | Liv AlUla Jayco | 2 s      |

|   | Coureuse             | Pays     | Équipe              | Secondes |
| - | -------------------- | -------- | ------------------- | -------- |
| 1 | Mavi García          | Espagne  | Liv AlUla Jayco     | 10 s     |
| 2 | Lorena Wiebes        | Pays-Bas | SD Worx-Protime     | 6 s      |
| 3 | Kim Le Court Pienaar | Maurice  | AG Insurance-Soudal | 4 s      |

### Points attribués
| Sprint intermédiaire Châteaulin (km 45,6) | Sprint intermédiaire Châteaulin (km 45,6) | Sprint intermédiaire Châteaulin (km 45,6) | Sprint intermédiaire Châteaulin (km 45,6) | Sprint intermédiaire Châteaulin (km 45,6) |
| ----------------------------------------- | ----------------------------------------- | ----------------------------------------- | ----------------------------------------- | ----------------------------------------- |
|                                           | Coureur                                   | Pays                                      | Équipe                                    | Point(s)                                  |
| 1er                                       | Franziska Koch                            | Allemagne                                 | Picnic PostNL                             | 25                                        |
| 2e                                        | Aude Biannic                              | France                                    | Movistar                                  | 20                                        |
| 3e                                        | Lorena Wiebes                             | Pays-Bas                                  | SD Worx-Protime                           | 17                                        |
| 4e                                        | Marianne Vos                              | Pays-Bas                                  | Visma-Lease a Bike                        | 15                                        |
| 5e                                        | Eline Jansen                              | Pays-Bas                                  | VolkerWessels                             | 13                                        |
| 6e                                        | Shari Bossuyt                             | Belgique                                  | AG Insurance-Soudal                       | 11                                        |
| 7e                                        | Ricarda Bauernfeind                       | Allemagne                                 | Canyon-SRAM zondacrypto                   | 10                                        |
| 8e                                        | Rebecca Koerner                           | Danemark                                  | Uno-X Mobility                            | 9                                         |
| 9e                                        | Valerie Demey                             | Belgique                                  | VolkerWessels                             | 8                                         |
| 10e                                       | Emma Norsgaard Bjerg                      | Danemark                                  | Lidl-Trek                                 | 7                                         |
| 11e                                       | Agnieszka Skalniak-Sójka                  | Pologne                                   | Canyon-SRAM zondacrypto                   | 6                                         |
| 12e                                       | Dominika Włodarczyk                       | Pologne                                   | UAE ADQ                                   | 5                                         |
| 13e                                       | Teuntje Beekhuis                          | Pays-Bas                                  | Uno-X Mobility                            | 4                                         |
| 14e                                       | Elisa Balsamo                             | Italie                                    | Lidl-Trek                                 | 3                                         |
| 15e                                       | Neve Bradbury                             | Australie                                 | Canyon-SRAM zondacrypto                   | 2                                         |
| modifier                                  |                                           |                                           |                                           |                                           |

| Arrivée d'étape Quimper (km 110,4) | Arrivée d'étape Quimper (km 110,4) | Arrivée d'étape Quimper (km 110,4) | Arrivée d'étape Quimper (km 110,4) | Arrivée d'étape Quimper (km 110,4) |
| ---------------------------------- | ---------------------------------- | ---------------------------------- | ---------------------------------- | ---------------------------------- |
|                                    | Coureur                            | Pays                               | Équipe                             | Point(s)                           |
| 1er                                | Mavi García                        | Espagne                            | Liv AlUla Jayco                    | 30                                 |
| 2e                                 | Lorena Wiebes                      | Pays-Bas                           | SD Worx-Protime                    | 25                                 |
| 3e                                 | Kim Le Court Pienaar               | Maurice                            | AG Insurance-Soudal                | 22                                 |
| 4e                                 | Liane Lippert                      | Allemagne                          | Movistar                           | 19                                 |
| 5e                                 | Marianne Vos                       | Pays-Bas                           | Visma-Lease a Bike                 | 17                                 |
| 6e                                 | Katarzyna Niewiadoma-Phinney       | Pologne                            | Canyon-SRAM zondacrypto            | 15                                 |
| 7e                                 | Demi Vollering                     | Pays-Bas                           | FDJ-Suez                           | 13                                 |
| 8e                                 | Pauline Ferrand-Prévot             | France                             | Visma-Lease a Bike                 | 11                                 |
| 9e                                 | Puck Pieterse                      | Pays-Bas                           | Fenix-Deceuninck                   | 9                                  |
| 10e                                | Anna van der Breggen               | Pays-Bas                           | SD Worx-Protime                    | 7                                  |
| 11e                                | Dominika Włodarczyk                | Pologne                            | UAE ADQ                            | 6                                  |
| 12e                                | Katrine Aalerud                    | Norvège                            | Uno-X Mobility                     | 5                                  |
| 13e                                | Pauliena Rooijakkers               | Pays-Bas                           | Fenix-Deceuninck                   | 4                                  |
| 14e                                | Mie Bjørndal Ottestad              | Norvège                            | Uno-X Mobility                     | 3                                  |
| 15e                                | Shirin van Anrooij                 | Pays-Bas                           | Lidl-Trek                          | 2                                  |
| modifier                           |                                    |                                    |                                    |                                    |

### Cols et côtes
| Menez Quelerc'h (km 50,7) 3e catégorie (3,0 km à 6,2 %) | Menez Quelerc'h (km 50,7) 3e catégorie (3,0 km à 6,2 %) | Menez Quelerc'h (km 50,7) 3e catégorie (3,0 km à 6,2 %) | Menez Quelerc'h (km 50,7) 3e catégorie (3,0 km à 6,2 %) | Menez Quelerc'h (km 50,7) 3e catégorie (3,0 km à 6,2 %) |
| ------------------------------------------------------- | ------------------------------------------------------- | ------------------------------------------------------- | ------------------------------------------------------- | ------------------------------------------------------- |
|                                                         | Coureur                                                 | Pays                                                    | Équipe                                                  | Point(s)                                                |
| 1er                                                     | Silke Smulders                                          | Pays-Bas                                                | Liv AlUla Jayco                                         | 3                                                       |
| 2e                                                      | Élise Chabbey                                           | Suisse                                                  | FDJ-Suez                                                | 2                                                       |
| 3e                                                      | Franziska Koch                                          | Allemagne                                               | Picnic PostNL                                           | 1                                                       |
| modifier                                                |                                                         |                                                         |                                                         |                                                         |

| Côte de Locronan (km 68,4) 4e catégorie (0,8 km à 8,9 %) | Côte de Locronan (km 68,4) 4e catégorie (0,8 km à 8,9 %) | Côte de Locronan (km 68,4) 4e catégorie (0,8 km à 8,9 %) | Côte de Locronan (km 68,4) 4e catégorie (0,8 km à 8,9 %) | Côte de Locronan (km 68,4) 4e catégorie (0,8 km à 8,9 %) |
| -------------------------------------------------------- | -------------------------------------------------------- | -------------------------------------------------------- | -------------------------------------------------------- | -------------------------------------------------------- |
|                                                          | Coureur                                                  | Pays                                                     | Équipe                                                   | Point(s)                                                 |
| 1er                                                      | Élise Chabbey                                            | Suisse                                                   | FDJ-Suez                                                 | 2                                                        |
| 2e                                                       | Silke Smulders                                           | Pays-Bas                                                 | Liv AlUla Jayco                                          | 1                                                        |
| modifier                                                 |                                                          |                                                          |                                                          |                                                          |

| Côte du Chemin de Trohéir (1er passage sur la ligne) (km 79,9) 4e catégorie (1,1 km à 5,7 %) | Côte du Chemin de Trohéir (1er passage sur la ligne) (km 79,9) 4e catégorie (1,1 km à 5,7 %) | Côte du Chemin de Trohéir (1er passage sur la ligne) (km 79,9) 4e catégorie (1,1 km à 5,7 %) | Côte du Chemin de Trohéir (1er passage sur la ligne) (km 79,9) 4e catégorie (1,1 km à 5,7 %) | Côte du Chemin de Trohéir (1er passage sur la ligne) (km 79,9) 4e catégorie (1,1 km à 5,7 %) |
| -------------------------------------------------------------------------------------------- | -------------------------------------------------------------------------------------------- | -------------------------------------------------------------------------------------------- | -------------------------------------------------------------------------------------------- | -------------------------------------------------------------------------------------------- |
|                                                                                              | Coureur                                                                                      | Pays                                                                                         | Équipe                                                                                       | Point(s)                                                                                     |
| 1er                                                                                          | Élise Chabbey                                                                                | Suisse                                                                                       | FDJ-Suez                                                                                     | 2                                                                                            |
| 2e                                                                                           | Silke Smulders                                                                               | Pays-Bas                                                                                     | Liv AlUla Jayco                                                                              | 1                                                                                            |
| modifier                                                                                     |                                                                                              |                                                                                              |                                                                                              |                                                                                              |

| Côte du Chemin de Trohéir (2e passage sur la ligne) (km 105,7) 4e catégorie (1,1 km à 5,7 %) | Côte du Chemin de Trohéir (2e passage sur la ligne) (km 105,7) 4e catégorie (1,1 km à 5,7 %) | Côte du Chemin de Trohéir (2e passage sur la ligne) (km 105,7) 4e catégorie (1,1 km à 5,7 %) | Côte du Chemin de Trohéir (2e passage sur la ligne) (km 105,7) 4e catégorie (1,1 km à 5,7 %) | Côte du Chemin de Trohéir (2e passage sur la ligne) (km 105,7) 4e catégorie (1,1 km à 5,7 %) |
| -------------------------------------------------------------------------------------------- | -------------------------------------------------------------------------------------------- | -------------------------------------------------------------------------------------------- | -------------------------------------------------------------------------------------------- | -------------------------------------------------------------------------------------------- |
|                                                                                              | Coureur                                                                                      | Pays                                                                                         | Équipe                                                                                       | Point(s)                                                                                     |
| 1er                                                                                          | Mavi García                                                                                  | Espagne                                                                                      | Liv AlUla Jayco                                                                              | 2                                                                                            |
| 2e                                                                                           | Élise Chabbey                                                                                | Suisse                                                                                       | FDJ-Suez                                                                                     | 1                                                                                            |
| modifier                                                                                     |                                                                                              |                                                                                              |                                                                                              |                                                                                              |

### Prix de la combativité
- Maëva Squiban (UAE ADQ)

## Classements à l'issue de l'étape
Cette section présente le classement général et les différents classements annexes à l'issue de l'étape.

### Classement général
| Classement général | Classement général           | Classement général | Classement général      | Classement général |
|                    | Coureur                      | Pays               | Équipe                  | Temps              |
| ------------------ | ---------------------------- | ------------------ | ----------------------- | ------------------ |
| 1er                | Kim Le Court Pienaar         | Maurice            | AG Insurance-Soudal     | en 4 h 37 min 25 s |
| 2e                 | Marianne Vos                 | Pays-Bas           | Visma-Lease a Bike      | + 0 s              |
| 3e                 | Pauline Ferrand-Prévot       | France             | Visma-Lease a Bike      | + 6 s              |
| 4e                 | Katarzyna Niewiadoma-Phinney | Pologne            | Canyon-SRAM zondacrypto | + 10 s             |
| 5e                 | Demi Vollering               | Pays-Bas           | FDJ-Suez                | + 13 s             |
| 6e                 | Puck Pieterse                | Pays-Bas           | Fenix-Deceuninck        | + 15 s             |
| 7e                 | Anna van der Breggen         | Pays-Bas           | SD Worx-Protime         | + 15 s             |
| 8e                 | Pauliena Rooijakkers         | Pays-Bas           | Fenix-Deceuninck        | + 19 s             |
| 9e                 | Niamh Fisher-Black           | Nouvelle-Zélande   | Lidl-Trek               | + 19 s             |
| 10e                | Chloé Dygert                 | États-Unis         | Canyon-SRAM zondacrypto | + 19 s             |
| modifier           |                              |                    |                         |                    |

| Classement par points | Classement par points        | Classement par points | Classement par points   | Classement par points |
| --------------------- | ---------------------------- | --------------------- | ----------------------- | --------------------- |
|                       | Coureur                      | Pays                  | Équipe                  | Point(s)              |
| 1er                   | Marianne Vos                 | Pays-Bas              | Visma-Lease a Bike      | 71 points             |
| 2e                    | Lorena Wiebes                | Pays-Bas              | SD Worx-Protime         | 67 pts                |
| 3e                    | Kim Le Court Pienaar         | Maurice               | AG Insurance-Soudal     | 55 pts                |
| 4e                    | Franziska Koch               | Allemagne             | Picnic PostNL           | 45 pts                |
| 5e                    | Demi Vollering               | Pays-Bas              | FDJ-Suez                | 43 pts                |
| 6e                    | Katarzyna Niewiadoma-Phinney | Pologne               | Canyon-SRAM zondacrypto | 37 pts                |
| 7e                    | Anna van der Breggen         | Pays-Bas              | SD Worx-Protime         | 37 pts                |
| 8e                    | Pauline Ferrand-Prévot       | France                | SD Worx-Protime         | 33 pts                |
| 9e                    | Mavi García                  | Espagne               | Liv AlUla Jayco         | 30 pts                |
| 10e                   | Puck Pieterse                | Pays-Bas              | Fenix-Deceuninck        | 24 pts                |
| modifier              |                              |                       |                         |                       |

| Classement de la meilleure grimpeuse | Classement de la meilleure grimpeuse | Classement de la meilleure grimpeuse | Classement de la meilleure grimpeuse | Classement de la meilleure grimpeuse |
| ------------------------------------ | ------------------------------------ | ------------------------------------ | ------------------------------------ | ------------------------------------ |
|                                      | Coureur                              | Pays                                 | Équipe                               | Point(s)                             |
| 1er                                  | Élise Chabbey                        | Suisse                               | FDJ-Suez                             | 10 points                            |
| 2e                                   | Silke Smulders                       | Pays-Bas                             | Liv AlUla Jayco                      | 6 pts                                |
| 3e                                   | Mavi García                          | Espagne                              | Liv AlUla Jayco                      | 2 pts                                |
| 4e                                   | Maud Rijnbeek                        | Pays-Bas                             | VolkerWessels                        | 2 pts                                |
| 5e                                   | Eline Jansen                         | Pays-Bas                             | VolkerWessels                        | 2 pts                                |
| 6e                                   | Franziska Koch                       | Allemagne                            | Picnic PostNL                        | 1 pt                                 |
| 7e                                   | Eva van Agt                          | Pays-Bas                             | Visma-Lease a Bike                   | 1 pt                                 |
| modifier                             |                                      |                                      |                                      |                                      |

| Classement général de la meilleure jeune | Classement général de la meilleure jeune | Classement général de la meilleure jeune | Classement général de la meilleure jeune | Classement général de la meilleure jeune |
|                                          | Coureur                                  | Pays                                     | Équipe                                   | Temps                                    |
| ---------------------------------------- | ---------------------------------------- | ---------------------------------------- | ---------------------------------------- | ---------------------------------------- |
| 1er                                      | Julie Bego                               | France                                   | Cofidis                                  | en 4 h 38 min 13 s                       |
| 2e                                       | Nienke Vinke                             | Pays-Bas                                 | Picnic PostNL                            | + 22 s                                   |
| 3e                                       | Marion Bunel                             | France                                   | Visma-Lease a Bike                       | + 4 min 27 s                             |
| 4e                                       | Francesca Barale                         | Italie                                   | Picnic PostNL                            | + 7 min 2 s                              |
| 5e                                       | Titia Ryo                                | France                                   | Arkéa-B&B Hotels                         | + 9 min 17 s                             |
| 6e                                       | Imogen Wolff                             | Royaume-Uni                              | Visma-Lease a Bike                       | + 10 min 8 s                             |
| 7e                                       | Flora Perkins                            | Royaume-Uni                              | Fenix-Deceuninck                         | + 15 min 21 s                            |
| 8e                                       | Clémence Latimier                        | France                                   | Arkéa-B&B Hotels                         | + 15 min 53 s                            |
| 9e                                       | Millie Couzens                           | Royaume-Uni                              | Fenix-Deceuninck                         | + 17 min 6 s                             |
| 10e                                      | Maurène Trégouët                         | France                                   | Arkéa-B&B Hotels                         | + 25 min 25 s                            |
| modifier                                 |                                          |                                          |                                          |                                          |

| Classement par équipes | Classement par équipes  | Classement par équipes | Classement par équipes |
|                        | Équipe                  | Pays                   | Temps                  |
| ---------------------- | ----------------------- | ---------------------- | ---------------------- |
| 1re                    | FDJ-Suez                | France                 | en 13 h 53 min 31 s    |
| 2e                     | Canyon-SRAM zondacrypto | Allemagne              | + 27 s                 |
| 3e                     | Liv AlUla Jayco         | Australie              | + 59 s                 |
| 4e                     | SD Worx-Protime         | Pays-Bas               | + 1 min 53 s           |
| 5e                     | AG Insurance-Soudal     | Belgique               | + 2 min 4 s            |
| 6e                     | Visma-Lease a Bike      | Pays-Bas               | + 2 min 9 s            |
| 7e                     | Fenix-Deceuninck        | Belgique               | + 2 min 44 s           |
| 8e                     | Picnic PostNL           | Pays-Bas               | + 2 min 49 s           |
| 9e                     | Human Powered Health    | États-Unis             | + 3 min 9 s            |
| 10e                    | Lidl-Trek               | États-Unis             | + 4 min 9 s            |
| modifier               |                         |                        |                        |

## Abandons
Six coureuses ont abandonné au cours de l'étape : 
- Charlotte Kool (Picnic PostNL) : non partante[7] ;
- Sylvie Swinkels (Roland Le Dévoluy) : abandon ;
- Ségolène Thomas (Saint Michel-Preference Home-Auber 93) : hors délais ;
- Lucie Fityus (Saint Michel-Preference Home-Auber 93) : hors délais ;
- Elena Pirrone (Roland Le Dévoluy) : hors délais ;
- Marie-Morgane Le Deunff (Winspace Orange Seal) : hors délais.